# Vishay
Vishay Intertechnology, Inc. és un fabricant nord-americà de semiconductors discrets i components electrònics passius fundat per l'empresari polonès Felix Zandman. Vishay té plantes de fabricació a Israel, Àsia, Europa i Amèrica on produeix rectificadors, díodes, MOSFET, optoelectrònica, circuits integrats seleccionats, resistències, condensadors i inductors. Els ingressos de Vishay Intertechnology per al 2022 van ser de 3,5 dòlars mil milions. A 31 de desembre de 2022, Vishay Intertechnology tenia aproximadament 23.900 empleats a temps complet.
Vishay és un dels principals fabricants mundials de MOSFET de potència. Tenen una àmplia gamma d'aplicacions d'electrònica de potència, com ara aparells d'informació portàtils, infraestructura de comunicacions per Internet, circuits integrats d'alimentació, telèfons mòbils i ordinadors portàtils.

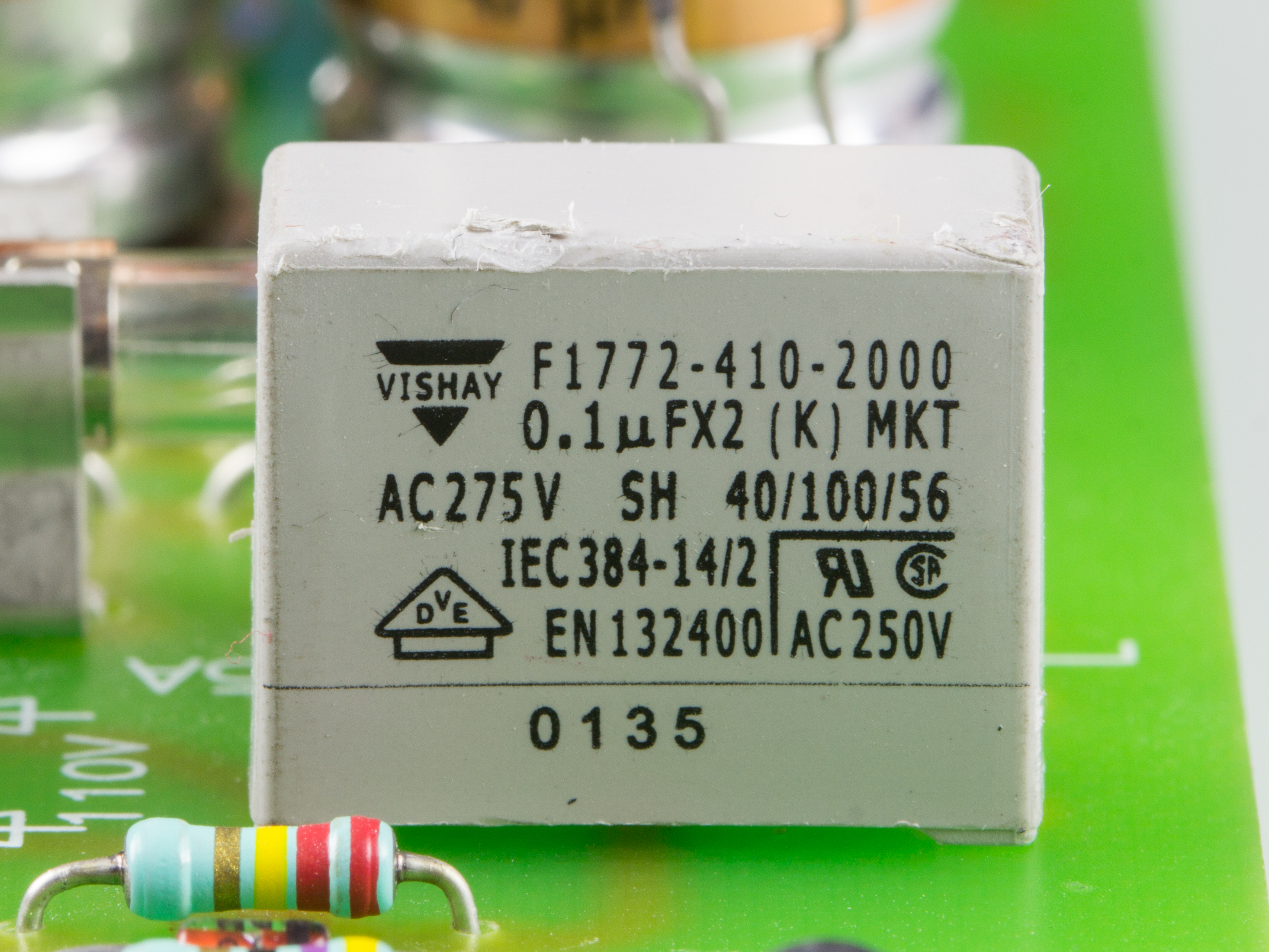
Condensador de pel·lícula de Vishay

## Història
Vishay Intertechnology va ser fundada el 1962 pel doctor Felix Zandman, supervivent de l'Holocaust, nascut a Polònia. L'empresa va rebre el nom del poble ancestral de Zandman a l'actual Lituània, Veisiejai. Va començar a operar amb una tecnologia patentada que tenia dues línies de productes: resistències de làmines i extensímetres de resistència de làmines. El 1985, després d'haver crescut d'una start-up a ser el fabricant líder mundial d'aquests productes originals, la companyia va començar una sèrie d'adquisicions en curs per convertir-se en un fabricant de components electrònics.
Després d'haver-se expandit a tantes línies de productes, Vishay va anunciar l'octubre de 2009 que crearia una empresa derivada que se centra en les seves tecnologies d'alta precisió en tecnologia de làmines. Vishay Precision Group representa aproximadament el 9% dels ingressos anuals de Vishay i inclou les seves línies de productes en resistències de làmines metàl·liques a granel, micromesures, cèl·lules de càrrega, pesatge de processos i pesatge a bord. El juliol de 2010, Vishay Intertechnology va completar la spin-off de Vishay Precision Group (VPG).
Des de 1985, Vishay ha perseguit una estratègia empresarial que consisteix principalment en els següents elements: expandir-se dins de la indústria de components electrònics, principalment mitjançant l'adquisició d'altres fabricants de components electrònics; reducció de despeses; transferir les operacions de fabricació a països amb costos laborals més baixos i incentius patrocinats pel govern; mantenir importants instal·lacions de producció a les regions on Vishay comercialitza la major part dels seus productes; llançant contínuament nous productes; i enfortir les relacions amb clients i socis estratègics. Com a resultat d'aquesta estratègia, Vishay ha passat d'un petit fabricant de resistències de precisió i calibres de tensió de resistència a un dels fabricants i proveïdors més grans del món d'una àmplia línia de components electrònics.
Alguns dels fabricants que ha adquirit Vishay inclouen HiRel Systems (2012), el negoci de resistències de Huntington Electric (2011), el negoci de condensadors de tàntal humit de KEMET (2008), el negoci de PCS d'International Rectifier (2007), BCcomponents (Beyschlag Centralab). components, que anteriorment formava part de Philips Electronics Components) (2002), General Semiconductor, el negoci de components infrarojos d'Infineon, Mallory (NACC) i Tansitor (2001), Cera-Mite, Electro-Films i Spectrol (2000), Siliconix i Telefunken (1998), Vitramon (1994), Roederstein (1993), Sprague (1992), Sfernice (1988), Draloric (1987) i Dale (1985).
L'antiga fàbrica de Spectrol Reliance a Swindon, Anglaterra, (la branca britànica de Spectrol Electronics que va ser adquirida per Vishay l'any 2000, originalment coneguda com a Reliance Controls) va ser l'últim disseny de l'equip 4 (Richard Rogers, Norman Foster i les seves respectives dones) i es considera el primer exemple d'arquitectura d'alta tecnologia al Regne Unit. Es va obrir el 1967 i va ser enderrocat el 1991, Spectrol Reliance es va traslladar a una part diferent de Swindon.